# شاپرکان ابریشمی

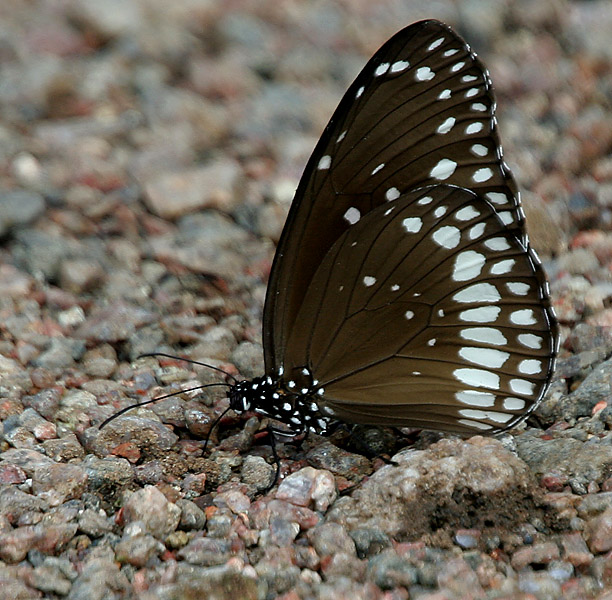
شاپرکان ابریشمی

شاپرکان ابریشمی (به لاتین: Bombycina) نام زیربخشه‌ای از حشرات دوروزنه‌ای است که به ترتیب حاوی پروانه‌ها و بیدهای دارای رگ قلب پشتی هستند. این زیربخشه معمولاً شامل پروانه‌ها و پروانه‌های بزرگ‌تر در بالاخانواده‌های ابریشمی‌واران، شاپرکان جهان قدیم، طلایی‌واران، بال‌برگشته‌واران، زمین‌سنج‌واران، جغدی‌واران و پروانه‌واران است که دارای شفیره‌های بدون خار هستند.